# 柯維熊
柯維熊（1487年—1544年），字奇徵，號石莊，福建興化府莆田縣人，民籍，明朝政治人物。

## 生平
正德八年（1513年）癸酉科福建鄉試第六十六名舉人，十二年（1517年）中式丁丑科會試第二百九十五名，三甲第一名進士。吏部觀政，授行人司行人，歷升行人司右司副、行人司司正、工部員外郎、工部虞衡司郎中，会运河淤，廷议别开新河，改都水司郎中，治徐河有功，徐人立生祠祀之。后值礼臣当路，修怨奏罢，止新河，夺公职，嘉靖七年（1528年）致仕歸里。结社东山，耽吟咏，著有《石庄稿》。台使者以气结才艺荐于朝，诏起用，而公殁矣。享年五十八。

## 家族
從曾祖柯潛，詹事府少詹事；曾祖柯浚，壽官；祖父柯暄，贈大理寺評事；父柯英，徽州府知府。母蔣氏（封孺人）。具慶下。弟柯維羆、柯維騏（南京戶部主事）。柯維羆子柯本。生子五：长楩、次檟、三柟、四梃、五樸。